# ألكسندر فوناشي
ألكسندر فوناشي (بالبرتغالية: Finazzi) (مواليد 20 أغسطس 1973)، هو لاعب كرة قدم برازيلى سابق كان يلعب كمهاجم.

## وصلات خارجية
- ألكسندر فوناشي على موقع رابطة كرة القدم اليابانية للمحترفين (اليابانية)
- ألكسندر فوناشي على موقع رابطة كرة القدم الفرنسية للمحترفين (الإنجليزية)
- ألكسندر فوناشي على موقع قاعدة بيانات كرة القدم.إي يو (الإنجليزية)
- ألكسندر فوناشي على موقع Soccerway.com (الإنجليزية)